# Șăulia
Șăulia – wieś w Rumunii, w okręgu Marusza, w gminie Șăulia. W 2011 roku liczyła 1603 mieszkańców.